# František Fait
František Fait (27. července 1906) byl český fotbalista, útočník, reprezentant Československa.

## Fotbalová kariéra
V československé lize hrál za SK Viktoria Žižkov, SK Slavia Praha, Bohemians AFK Vršovice a SK Libeň. Dal 21 ligových gólů. Za československou reprezentaci odehrál 26. března 1930 přátelské utkání v Maďarsku, které skončilo remízou 1:1. Gól nevstřelil.

## Ligová bilance
| Ročník                    | Zápasy | Góly | Klub                   |
| ------------------------- | ------ | ---- | ---------------------- |
| 1. asociační liga 1929/30 | -      | 3    | SK Viktoria Žižkov     |
| 1. asociační liga 1930/31 | 7      | 1    | SK Slavia Praha        |
| 1. asociační liga 1931/32 | 14     | 5    | Bohemians AFK Vršovice |
| 1. asociační liga 1932/33 | 15     | 4    | Bohemians AFK Vršovice |
| 1. asociační liga 1933/34 | 10     | 3    | Bohemians AFK Vršovice |
| Státní liga 1934/35       | 8      | 1    | Bohemians AFK Vršovice |
| Státní liga 1938/39       | 12     | 4    | SK Libeň               |
| CELKEM                    | -      | 21   |                        |